# Манојло Короман
Манојле Мане Короман био је књижевник и хуманиста из Пала. .

## Биографија
Манојле Мане Короман је рођен 1932. године у селу Плетеништу (заселак Баре) гдје је живио са својом породицом, у насељу на врху Рудог брда, са лијеве стране ријеке Праче и насеља Подграб. Мане је како пише књижевник Мојсије Ђерковић, својом сировом снагом правио друмове и стазе на стрмим падинама, само са крампом и лопатом 1950.960.х година. Крчио је шуму, вадио пањеве и копао земљу, градећи земљани пут широк три метра и дуг чак 1200 метара, а упоредо са њим и пјешачке стазе. Од 1960. године тај пут је послужио за превоз огревног дрвета и сијена, али и као скраћеница за ђаке и раднике. Пут је, данас се то најбоље види, изграђен по свим прописима градње земљаног пута уз планину на изузетно стрмом терену. Манојле је свој друм звао „стаза живота”, те се тако и данас тај пут зове по њему Мановим стазама живота. Умро је 2000. године.